# Марцін Гортат
Марцін Януш Гортат (пол. Marcin Janusz Gortat, нар. 17 лютого 1984, Лодзь) — польський професіональний баскетболіст, який виступав на позиції центрового, за декілька команд НБА. Син боксера Януша Гортата.

## Ігрова кар'єра

### Ранні роки
Професійну кар'єру розпочав 2002 року на батьківщині виступами за команду «Лодзь», за яку відіграв один сезон.
Згодом виступав за «Кельн 99», у складі якого став чемпіоном Німеччини.

### Орландо Меджик
2005 року був обраний у другому раунді драфту НБА під загальним 57-м номером командою «Фінікс Санз». Проте виступи в НБА розпочав 2007 року виступами за «Орландо Меджик», куди був обміняний одразу після драфту. Захищав кольори команди з Орландо протягом наступних 3 сезонів. Дебютував за «Орландо» 1 березня 2008 року матчем проти «Нью-Йорка».
13 квітня 2009 року набрав 10 очок та рекордні у кар'єрі 18 підбирань. У сезоні 2008—2009 допоміг команді дійти до Фіналу НБА, ставши першим поляком, який взяв участь у чемпіонській серії.

### Фінікс Санз

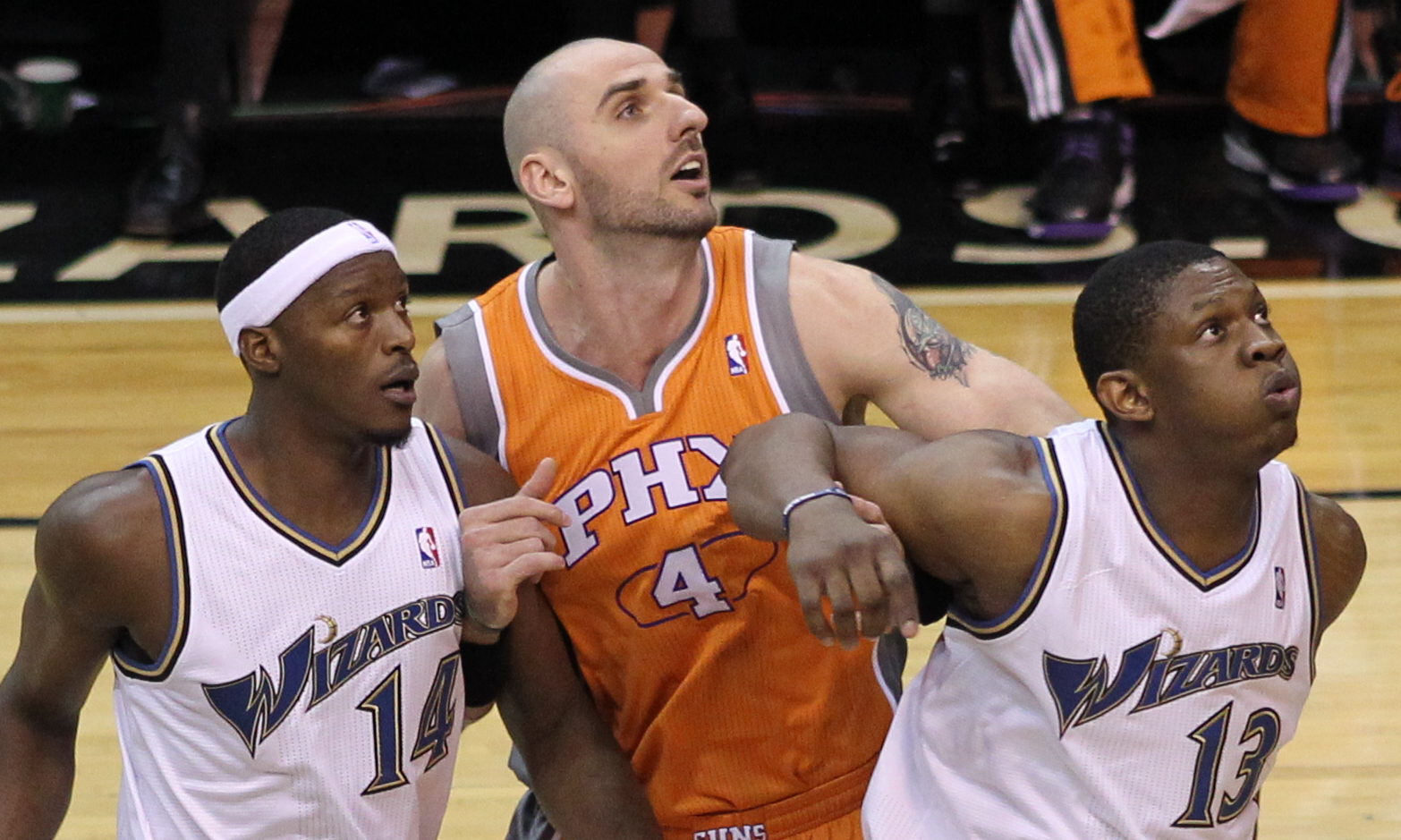
Гортат бореться за підбір у грі за «Фінікс»

З 2010 по 2013 рік грав у складі «Фінікс Санз», куди разом з Вінсом Картером, Мікаелем П'єтрусом, правами на драфт-пік 2011 року (яким виявився Нікола Міротич) та 3-ма млн. доларів перейшов в обмін на Джейсона Річардсона, Ерла Кларка та Гедо Тюркоглу. Спочатку починав як гравець запасу, але досить швидко витіснив з «основи» Робіна Лопеса.
У сезоні 2011—2012 набирав у середньому 15,4 очка та 10 підбирань за гру. Він також став єдиним гравцем команди, який взяв участь у всіх матчах сезону. Став одним з кількох центрових, які зуміли набрати середній дабл-дабл у сезоні (іншими були Двайт Говард, Ендрю Байнум та Демаркус Казінс). 
7 листопада 2012 року у матчі проти «Шарлотт Бобкетс» набрав 23 очки, 10 підбирань та рекордні у кар'єрі 7 блок-шотів. В кінці лютого отримав травму, через яку пропустив залишок сезону.

### Вашингтон Візардс

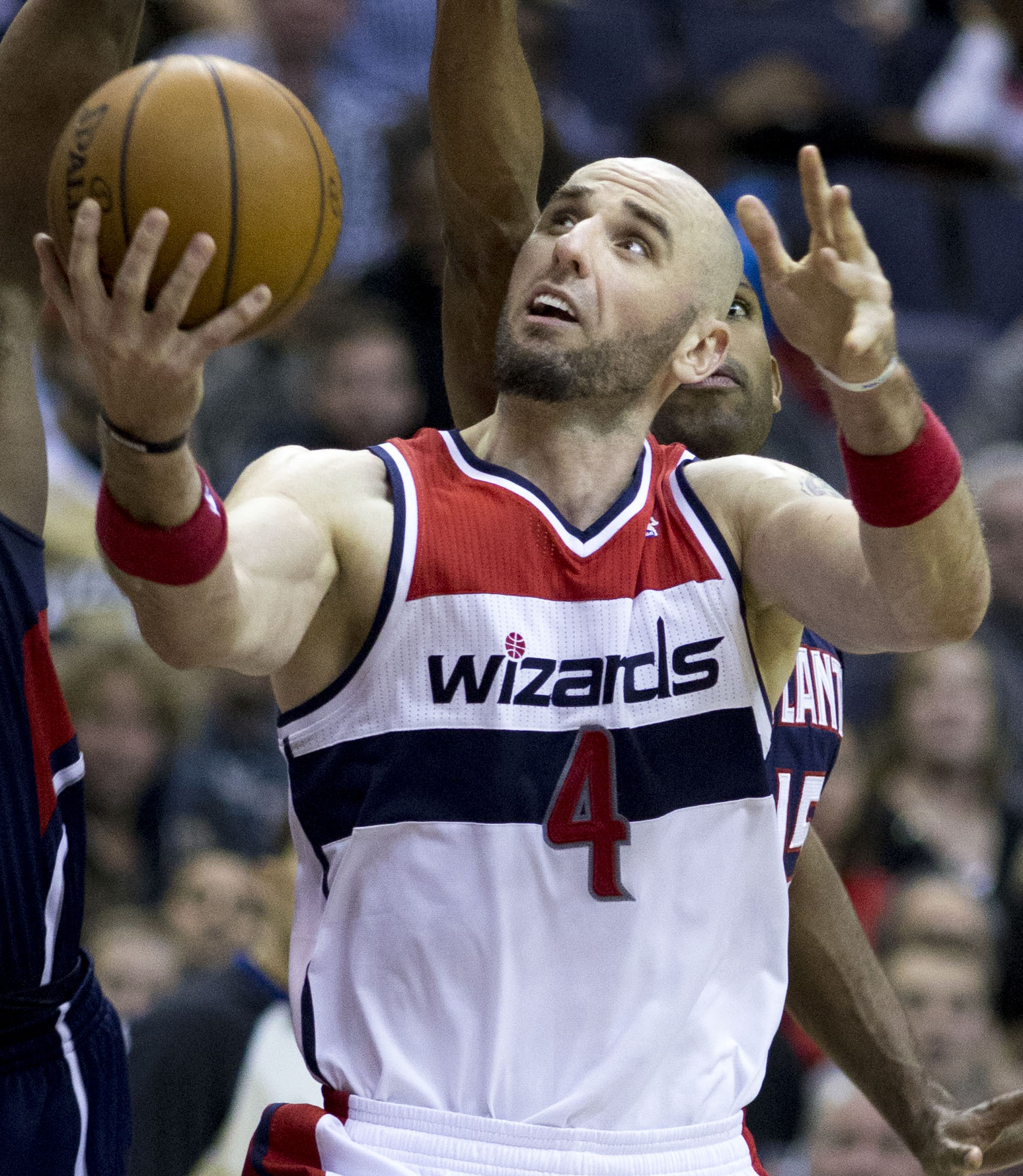
Гортат під час гри за «Вашингтон» у 2013 році

25 жовтня 2013 року разом з Шенноном Брауном, Малкольмом Лі та Кендаллом Маршаллом перейшов до «Вашингтон Візардс» в обмін на Емеку Окафора та захищений драфт-пік першого раунду 2011 року. У складі команди з Вашингтона провів наступні 5 сезонів своєї кар'єри. 27 лютого 2014 року провів найрезультативнішу гру в кар'єрі, набравши 31 очко та 12 підбирань у виграшному матчі проти «Торонто». 13 травня у п'ятому матчі другого раунду плей-оф проти «Індіани» набрав 31 очко та 16 підбирань, допомігши своїй команді перемогти. Він став першим гравцем в історії клубу з часів Моузеса Мелоуна 1987 року, якому вдавалося набрати більше 30 очок та 15 підбирань у матчі плей-оф.
29 лютого 2016 року в матчі проти «Філадельфія Севенті-Сіксерс» набрав 18 очок та рекордні у кар'єрі 20 підбирань.

### Лос-Анджелес Кліпперс
26 червня 2018 року став гравцем «Лос-Анджелес Кліпперс», куди був омбіняний на Остіна Ріверса. 7 лютого 2019 року був відрахований з команди. 16 лютого оголосив про завершення спортивної кар'єри.

## Виступи за збірну
Гортат — гравець національної збірної Польщі. У її складі брав участь у Євробаскеті 2013.

## Статистика виступів

### Регулярний сезон
| Сезон             | Команда                 | GP  | GS  | MPG  | FG%  | 3P%   | FT%  | RPG  | APG | SPG | BPG | PPG  |
| ----------------- | ----------------------- | --- | --- | ---- | ---- | ----- | ---- | ---- | --- | --- | --- | ---- |
| 2007–08           | «Орландо Меджик»        | 6   | 0   | 6.8  | .471 | –     | .667 | 2.7  | .3  | .2  | .2  | 3.0  |
| 2008–09           | «Орландо Меджик»        | 63  | 3   | 12.6 | .569 | 1.000 | .578 | 4.6  | .2  | .3  | .8  | 3.8  |
| 2009–10           | «Орландо Меджик»        | 81  | 0   | 13.4 | .533 | .000  | .680 | 4.2  | .2  | .2  | .9  | 3.6  |
| 2010–11           | «Орландо Меджик»        | 25  | 2   | 15.8 | .543 | –     | .667 | 4.7  | .7  | .3  | .8  | 4.0  |
| 2010–11           | «Фінікс Санз»           | 55  | 12  | 29.7 | .563 | .250  | .731 | 9.3  | 1.0 | .5  | 1.3 | 13.0 |
| 2011–12           | «Фінікс Санз»           | 66  | 66  | 32.0 | .555 | .000  | .649 | 10.0 | .9  | .7  | 1.5 | 15.4 |
| 2012–13           | «Фінікс Санз»           | 61  | 61  | 30.8 | .521 | .000  | .652 | 8.5  | 1.2 | .7  | 1.6 | 11.1 |
| 2013–14           | «Вашингтон Візардс»     | 81  | 80  | 32.8 | .542 | 1.000 | .686 | 9.5  | 1.7 | .5  | 1.5 | 13.2 |
| 2014–15           | «Вашингтон Візардс»     | 82  | 82  | 29.9 | .566 | .000  | .703 | 8.7  | 1.2 | .6  | 1.3 | 12.2 |
| 2015–16           | «Вашингтон Візардс»     | 75  | 74  | 30.1 | .567 | .000  | .705 | 9.9  | 1.4 | .6  | 1.3 | 13.5 |
| 2016–17           | «Вашингтон Візардс»     | 82  | 82  | 31.2 | .579 | .000  | .648 | 10.3 | 1.5 | .5  | .7  | 10.8 |
| 2017–18           | «Вашингтон Візардс»     | 82  | 82  | 25.3 | .518 | –     | .675 | 7.6  | 1.8 | .5  | .7  | 8.4  |
| 2018–19           | «Лос-Анджелес Кліпперс» | 47  | 43  | 16.0 | .532 | –     | .729 | 5.6  | 1.4 | .1  | .5  | 5.0  |
| Усього за кар'єру | Усього за кар'єру       | 806 | 587 | 25.7 | .551 | .150  | .680 | 8.0  | 1.1 | .5  | 1.1 | 9.9  |

### Плей-оф
| Сезон             | Команда             | GP | GS | MPG  | FG%  | 3P% | FT%  | RPG  | APG | SPG | BPG | PPG  |
| ----------------- | ------------------- | -- | -- | ---- | ---- | --- | ---- | ---- | --- | --- | --- | ---- |
| 2008              | «Орландо Меджик»    | 8  | 0  | 6.0  | .833 | –   | .000 | 1.0  | .0  | .0  | .5  | 1.3  |
| 2009              | «Орландо Меджик»    | 24 | 1  | 11.3 | .654 | –   | .625 | 3.2  | .1  | .4  | .6  | 3.3  |
| 2010              | «Орландо Меджик»    | 14 | 0  | 15.1 | .654 | –   | .727 | 4.4  | .6  | .2  | .3  | 3.0  |
| 2014              | «Вашингтон Візардс» | 11 | 11 | 34.7 | .429 | –   | .659 | 9.9  | 1.5 | .5  | 1.4 | 13.0 |
| 2015              | «Вашингтон Візардс» | 10 | 10 | 30.7 | .628 | –   | .667 | 8.8  | 2.2 | .6  | 1.1 | 12.4 |
| 2017              | «Вашингтон Візардс» | 13 | 13 | 31.5 | .505 | –   | .611 | 11.0 | 1.8 | .4  | 1.5 | 8.1  |
| 2018              | «Вашингтон Візардс» | 6  | 6  | 26.7 | .558 | –   | .571 | 6.3  | 1.0 | .0  | .3  | 8.7  |
| Усього за кар'єру | Усього за кар'єру   | 86 | 41 | 20.8 | .564 | –   | .650 | 6.1  | .9  | .3  | .8  | 6.4  |